# RSO Records
RSO Records — американо-британский лейбл звукозаписи, основанный в 1973 году музыкальным и театральным импресарио Робертом Стигвудом. С этим лейблом сотрудничали такие известные исполнители, как Cream, Eric Clapton, Derek and the Dominos, Bee Gees, Yvonne Elliman, Andy Gibb, Suzi Quatro.
RSO Records прошёл четыре этапа распространения: через Atlantic Records (с марта 1973 по декабрь 1975), через Polydor Records (январь 1976 — декабрь 1977), в сотрудничестве с PolyGram в качестве независимого лейбла (январь 1978 — октябрь 1981), и наконец через PolyGram Records (с ноября 1981 до конца своего существования в 1983).
Название лейбла — RSO — представляет собой аббревиатуру «Robert Stigwood Organisation». В качестве логотипа Стигвуд использовал изображение легендарной красной японской коровы акабэко. В интервью, данном журналу Billboard в 2001 году, он рассказал, что идея создать новый независимый лейбл звукозаписи пришла к нему, когда он находился в Японии вместе с группой The Who. Японские друзья подарили ему изображение коровы акабеко, сделанное из папье-маше, которая является символом здоровья и удачи, и Стигвуд решил, что оно прекрасно подходит для его нового лейбла.